# Паисий Велики
Паѝсий Велики (на гръцки: Παΐσιος) е египетски християнски монах.
Роден около 320 година, той отрано остава сирак и се замонашва. Поема по пътя на отшелничеството и става известен с аскетичния си живот, след което събира последователи и основава действащия и днес коптски Манастир на свети Паисий при Нитра (днес Уади ен-Натрун).
Паисий умира на 14 юли 417 година. Канонизиран е като светец и паметта му се отбелязва на 15 юли от Коптската църква и на 19 юни от Православната църква.